# 穆斯萊克鎮區 (明尼蘇達州貝爾特拉米縣)
穆斯萊克鎮區（英語：Moose Lake Township）是位於美國明尼蘇達州貝爾特拉米縣的一個行政鎮區。

## 地方資料
穆斯萊克鎮區的面積為93.60平方千米，當中陸地面積為73.90平方千米，而水域面積為19.70平方千米。根據2020年美國人口普查的數據，當地共有人口272人，而人口密度為每平方千米2.91人。